# Mariama Sow
Mariama Sow, född 19 maj 2000, är en guineansk simmare.
Sow tävlade för Guinea vid olympiska sommarspelen 2016 i Rio de Janeiro, där hon blev utslagen i försöksheatet på 50 meter frisim.